# Charles Preston Wickham

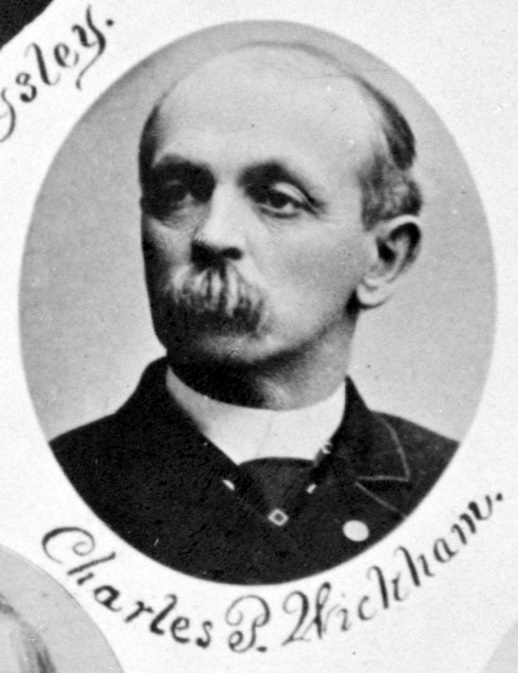
Charles Preston Wickham

Charles Preston Wickham (* 15. September 1836 in Norwalk, Ohio; † 18. März 1925 ebenda) war ein US-amerikanischer Politiker. Zwischen 1887 und 1891 vertrat er den Bundesstaat Ohio im US-Repräsentantenhaus.

## Werdegang
Charles Wickham besuchte die öffentlichen Schulen seiner Heimat sowie die Norwalk Academy. Danach absolvierte er eine Lehre im Druckerhandwerk. Nach einem Jurastudium an der Cincinnati Law School und seiner 1858 erfolgten Zulassung als Rechtsanwalt begann er in Norwalk in diesem Beruf zu arbeiten. Während des Bürgerkrieges diente er zwischen 1861 und 1865 im Heer der Union, in dem er bis zum Brevet-Oberstleutnant aufstieg. Nach dem Krieg praktizierte er zunächst wieder als Anwalt. Von 1866 bis 1870 war er als Staatsanwalt tätig und von 1880 bis 1886 amtierte er als Berufungsrichter im vierten Gerichtsbezirk seines Staates. Politisch schloss er sich der Republikanischen Partei an.
Bei den Kongresswahlen des Jahres 1886 wurde Wickham im 14. Wahlbezirk von Ohio in das US-Repräsentantenhaus in Washington, D.C. gewählt, wo er am 4. März 1887 Nachfolge von Charles H. Grosvenor antrat. Nach einer Wiederwahl konnte er bis zum 3. März 1891 zwei Legislaturperioden im Kongress absolvieren. Ab 1889 war er Vorsitzender des Committee on Coinage, Weights, and Measures. Im Jahr 1890 wurde er von seiner Partei nicht mehr zur Wiederwahl nominiert.
Nach seiner Zeit im US-Repräsentantenhaus arbeitete Charles Wickham wieder als Rechtsanwalt. Er starb am 18. März 1925, nachdem er von einem Auto angefahren worden war, in Norwalk, wo er auch beigesetzt wurde.